# 上海电影（集团）
上海电影（集团）有限公司（简称上影集团），由上海电影制片厂、上海美术电影制片厂、上海电影译制厂、上海科学教育电影制片厂以及上海电影技术厂5家制片单位合并组建而成。上海集团在2014年以前是上海文化广播影视集团九个组成单位之一。大文广的事业单位建制被撤销后，旗下的上影集团独立运营。

## 集團架構
上海电影（集团）有限公司下轄上海电影制片厂、上海美术电影制片厂、上海电影译制厂、上海科学教育电影制片厂、上海电影技术厂、上海东方电影频道、上海电影股份有限公司、上海影视乐园、上海美术设计公司、银星皇冠假日酒店等單位。2012年7月，集团下属的主要公司上海电影股份有限公司成立。2016年8月17日，上海电影股份有限公司在上海证券交易所挂牌上市，股票简称“上海电影”，股票代码601595，首次公开发行不超过9350万股，发行价格每股人民币10.19元。上海电影股份有限公司旗下又有電影院線品牌運營方上海联和电影院线有限责任公司。

## 經營內容
公司以影视制作、经营电影院和影视传播宣传等为主营业务，兼营影视相关产品和业务以及与上海广播电视台影视剧中心合办电视频道东方影视频道。在上海市松江区建有车墩影视基地。
出品的知名电影和电视剧有《邓小平1928》、《生死抉择》、《红河谷》、《紧急迫降》、《美丽上海》、《城南旧事》、《一江春水向东流》、《2046》、《盗墓笔记》以及《流浪地球》等。

## 相关
- 上影英皇
- 上影寰亚